# Andrea Kaiser

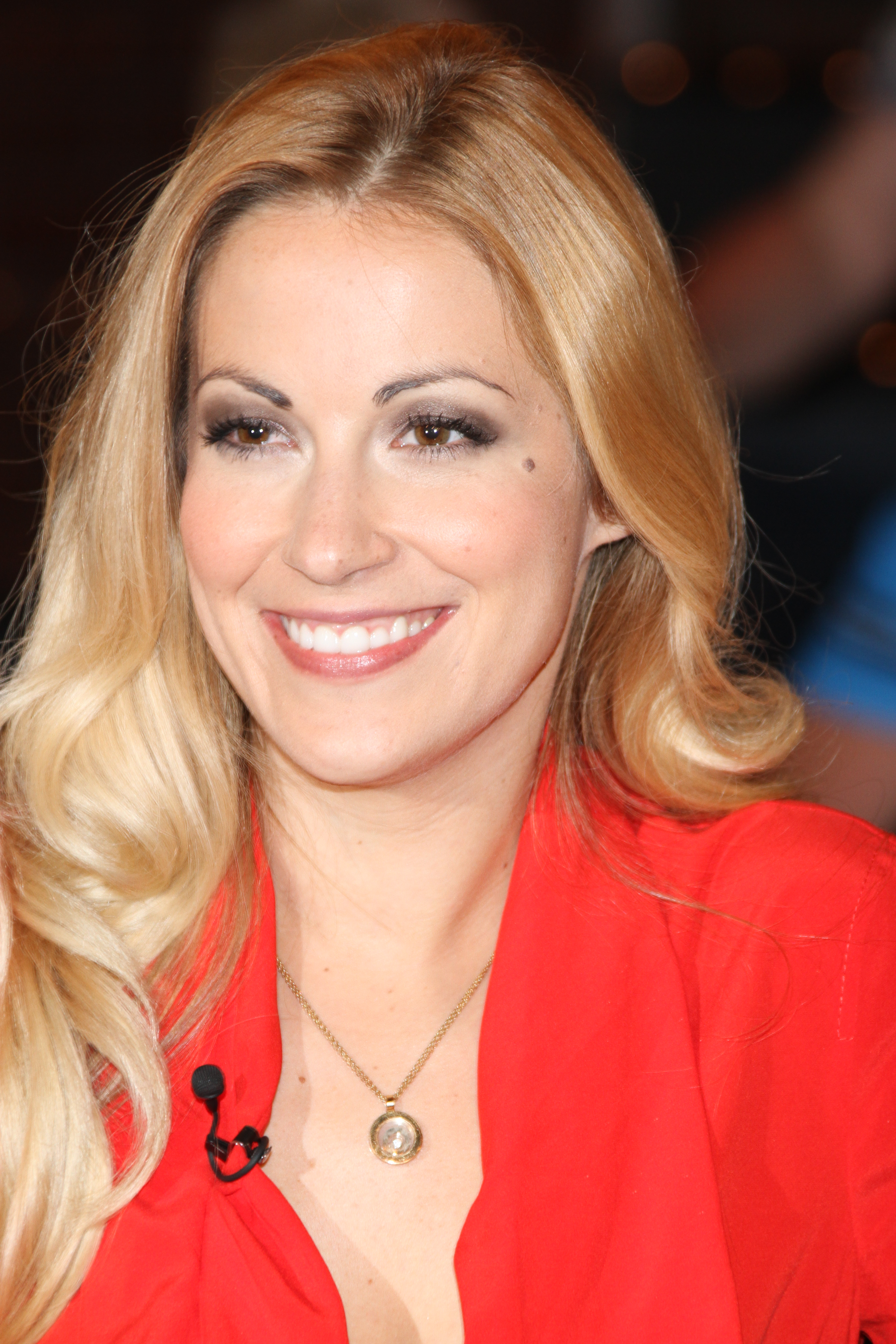
Andrea Kaiser als Gast in der NDR Talk Show, 2012

Andrea Kaiser (* 13. Februar 1982 in München) ist eine deutsche Fernsehmoderatorin und Schauspielerin.

## Karriere
1996 begann Kaiser ein Praktikum bei Radio Arabella in München und war anschließend als Moderatorin und Redakteurin tätig. Sie stand das erste Mal für den Disney Channel sowie auch für Weck Up (Sat.1) und Tabaluga tivi (ZDF) vor der Kamera. Später moderierte sie DSF aktuell (heute Sport1 News) und Bundesliga aktuell beim DSF (heute Sport1). Seit Sommer 2009 ist sie für die ProSiebenSat.1 Media AG tätig, u. a. moderiert sie für ran verschiedene Sportevents auf Sat.1 und Kabel eins. Anfang 2011 moderierte sie zusammen mit Alexander Wesselsky die Fernsehshow Fort Boyard. Seit August 2011 moderiert sie die Rankingshow 32Eins!.
Seit Juli 2015 präsentiert Kaiser die Fernsehreihe Die wunderbare Welt der Tierbabys in Sat.1. Im Januar 2017 war sie Bestandteil des Teams Moderatoren in der Spielshow Duell der Stars – Die Sat.1 Promiarena. Seit Dezember 2018 moderiert sie die 2019 mit dem Grimme-Preis ausgezeichnete Spielshow Catch! ebenfalls in Sat.1.
Seit 2017 ist Andrea Kaiser das Gesicht der DTM. Sie moderiert vor und nach dem Rennen die TV-Übertragung.

## Privatleben
Kaiser heiratete am 9. Juli 2010 den ehemaligen Dortmunder Fußballspieler Lars Ricken, mit dem sie seit Anfang 2009 liiert war. Im August 2013 wurde berichtet, dass die beiden sich getrennt hatten. Bald darauf gab Kaiser eine neue Beziehung mit dem französischen Rallyefahrer Sébastien Ogier bekannt, die beiden heirateten im Sommer 2014 und wurden im Juni 2016 Eltern eines Sohnes.
Kaiser ist Fan von Hannover 96.

## TV-Auftritte
- 2010: Deutschland gegen … – Das Duell, Sat.1 (1 Auftritt)
- seit 2012: Markus Lanz, ZDF (14 Auftritte als Dauergast)
- 2012: Brot und Spiele, Das Erste (1 Auftritt)
- 2012, 2014: Der Super-Champion, ZDF (3 Auftritte als Sportexpertin)
- 2012: NDR Talk Show, NDR (1 Auftritt)
- 2012: Die Pyramide, ZDF neo (1 Auftritt)
- 2012: Die Quizshow, ZDF (1 Auftritt)
- 2012: Jungen gegen Mädchen, RTL (1 Auftritt)
- 2012: Menschen bei Maischberger, Das Erste (1 Auftritt)
- 2013: Deutschlands Superhirn, ZDF (1 Auftritt)
- 2013: Deutschland gegen … – Die Revanche, Sat.1 (2 Auftritte als Co-Moderatorin)
- 2013: TV total PokerStars.de Nacht, ProSieben (1 Auftritt)
- 2013, 2015: Lafer! Lichter! Lecker!, ZDF (2 Auftritte)
- 2013: Eins gegen Eins, Sat.1 (1 Auftritt)
- 2013: Wetten, dass..?, ZDF und ORF eins (1 Auftritt als Co-Moderatorin)
- 2014: Das ist Spitze!, Das Erste, (1 Auftritt)
- 2014: Quizonkel.TV, Das Erste
- 2014: Bambi, Das Erste (1 Auftritt als Laudatorin)
- 2014: Jetzt wird’s schräg, Sat.1 (1 Auftritt)
- 2015–2016: Wer weiß denn sowas?, Das Erste (2 Auftritte)
- 2016: Gefragt – Gejagt, Das Erste (1 Auftritt)
- 2016: Quizduell, Das Erste (1 Auftritt)
- 2017: hart aber fair, Das Erste (1 Auftritt)
- 2017: Duell der Stars – Die Sat.1 Promiarena, Sat.1 (1 Auftritt)
- 2017: Hirschhausens Quiz des Menschen, Das Erste (1 Auftritt)
- 2017: Die Küchenschlacht, ZDF (1 Auftritt)
- 2018: Luke! Die Woche und ich, Sat.1 (1 Auftritt)
- 2019: Luke! Die Schule und ich, Sat.1 (1 Auftritt)
- 2020: dunja hayali, ZDF (1 Auftritt)
- 2020: Luke! Die Greatnightshow, Sat.1 (2 Auftritte als Co-Moderatorin)
- 2022: TV total Autoball, ProSieben (1 Auftritt als Co-Moderatorin)
- seit 2022: Frühling (Fernsehserie)
- 2024: Die Promi-Darts-WM, ProSieben (an der Seite von Michael Smith)